# Kanton Fienstedt
Der Kanton Fienstedt war eine Verwaltungseinheit im Distrikt Halle des Departements der Saale im napoleonischen Königreich Westphalen.
Hauptort des Kantons und Sitz des Friedensgerichts war Fienstedt im heutigen Saalekreis. Der Kanton umfasste neun Kommunen. Er war bewohnt von 2813 Einwohnern und hatte eine Fläche von 2,59 Quadratmeilen. Er war aus einem Teil des Distrikts Schraplau des magdeburgischen Anteils der Grafschaft Mansfeld und drei Orten des preußisch-magdeburgischen Saalkreises hervorgegangen.
Die zum Kanton gehörigen Ortschaften waren:
- Fienstedt
- Trebitz und Zaschwitz
- Bennstedt
- Gödewitz mit Pfützthal und Salzmünde
- Benkendorf und Quillschina
- Müllerdorf und Zappendorf
- Eisdorf und (Neu-)Vitzenburg (Vorwerk Neu-Pfitzenburg)
- Cöllme und Langenbogen
- Teutschenthal (preuß. Anteil)